# لانگنپروتسلتن (گموندن ام ماین)
لانگنپروتسلتن (به آلمانی: Langenprozelten) یک منطقهٔ مسکونی در آلمان است که در گموندن آم ماین واقع شده‌است. لانگنپروتسلتن ۲٬۰۳۰ نفر جمعیت دارد.